# دوالاپولا
دوالاپولا (به لاتین: Dewalapola) یک منطقهٔ مسکونی در سری‌لانکا است که در ناحیه گامپاها واقع شده‌است. دوالاپولا ۱۵٫۰۰ کیلومتر مربع مساحت و ~۲٬۲۵۰ نفر جمعیت دارد و ۲۳ متر بالاتر از سطح دریا واقع شده‌است.